# Quella età maliziosa
Quella età maliziosa è un film del 1975 diretto da Silvio Amadio girato sull'Isola d'Elba. Questo è il terzo film di Gloria Guida, dopo La ragazzina e La minorenne dell'anno precedente e l'ultimo interpretato da Anita Sanders. 
Il film è stato distribuito l'11 marzo 1975 in Italia, il 3 aprile 1981 in Germania dell'Ovest e il 23 dicembre 1981 in Francia.

## Trama
Napoleone viene assunto come giardiniere presso una famiglia in partenza per le vacanze all'isola d'Elba. Un giorno la padrona chiede a Napoleone di andare in paese a comprarle delle medicine. Lungo la strada il giardiniere incontra Paola, la figlia della padrona, e le dà un passaggio; Napoleone se ne invaghisce all'istante, le dà un appuntamento ma Paola non si presenta.
Un giorno Napoleone vede un uomo che fa gesti osceni sotto la finestra della camera di Paola. Lo affronta e i due vengono alle mani. La padrona di casa accorre per fermarli, e spiega quindi a Napoleone che l'uomo è un pescatore che si è stabilito in zona e non è pericoloso. La padrona di casa nota una ferita all'arcata sopraccigliare di Napoleone e si offre di curarlo.
Qualche giorno dopo Napoleone trova l'auto della padrona parcheggiata fuori della casa del pescatore e capisce che i due sono amanti. La padrona di casa ha un marito, che non è il padre biologico di Paola. Anche il marito è molto attratto dalla bellezza della ragazza. Un giorno chiama Napoleone per avvertirlo che Paola è a letto con la febbre. Lui non sa che fare, non ci sono medicine in casa. L'unica cosa che ha trovato è una pomata. Chiede a Napoleone di spalmarla sul corpo di Paola. Dopo che Napoleone è riuscito a curare la febbre di Paola, tra i due si stabilisce un rapporto di complicità.
Paola fissa un appuntamento all'uomo: Napoleone si presenta. Sorpreso, vede prima una scarpa, poi pochi metri più in là i suoi abiti. Paola gli si presenta nuda. La rincorre e i due fanno l'amore.
Intanto la madre di Paola scopre che la ragazza ha lasciato i libri a casa. Si insospettisce. Dopo che i due si sono amati,  Napoleone si offre di andare a recuperarle i vestiti. Mentre l'uomo è assente, arriva il pescatore che, trovando Paola nuda si eccita. La ragazza si fa prendere dallo spavento e, preso un grosso sasso, lo sbatte sulla testa dell'uomo. Sentendo le urla di Paola ritorna Napoleone. Il giardiniere si accorge della profonda ferita subita dal pescatore e dice a Paola di scappare.
La ragazza corre a casa e racconta tutto alla mamma. La donna si presenta subito sul luogo che le ha indicato la figlia e, constatando a sua volta che l'uomo sta morendo, ordina a Napoleone di correre a casa per prendere delle medicine. Però, subito dopo che Napoleone è partito, il pescatore muore. La padrona di casa getta il corpo dell'uomo in fondo al mare, legandolo ad un sasso. Quando Napoleone ritorna gli dice che lo accuserà di aver ucciso il pescatore: nessuno crederà che sia stata Paola, sarà lui a pagare le conseguenze nel caso che il corpo torni a galla. L'unica alternativa che ha è sperare che il corpo non torni a galla mai più. Napoleone capisce che la donna fa sul serio, e l'indomani parte lasciando la villa, e Paola, per sempre.

## Distribuzione
Distribuito dalla D.E.C.A. l'11 marzo 1975. Doppiaggio eseguito presso l'Elettronica Calpini con la collaborazione della SINC Cinematografica.